# Balayeuse de voirie

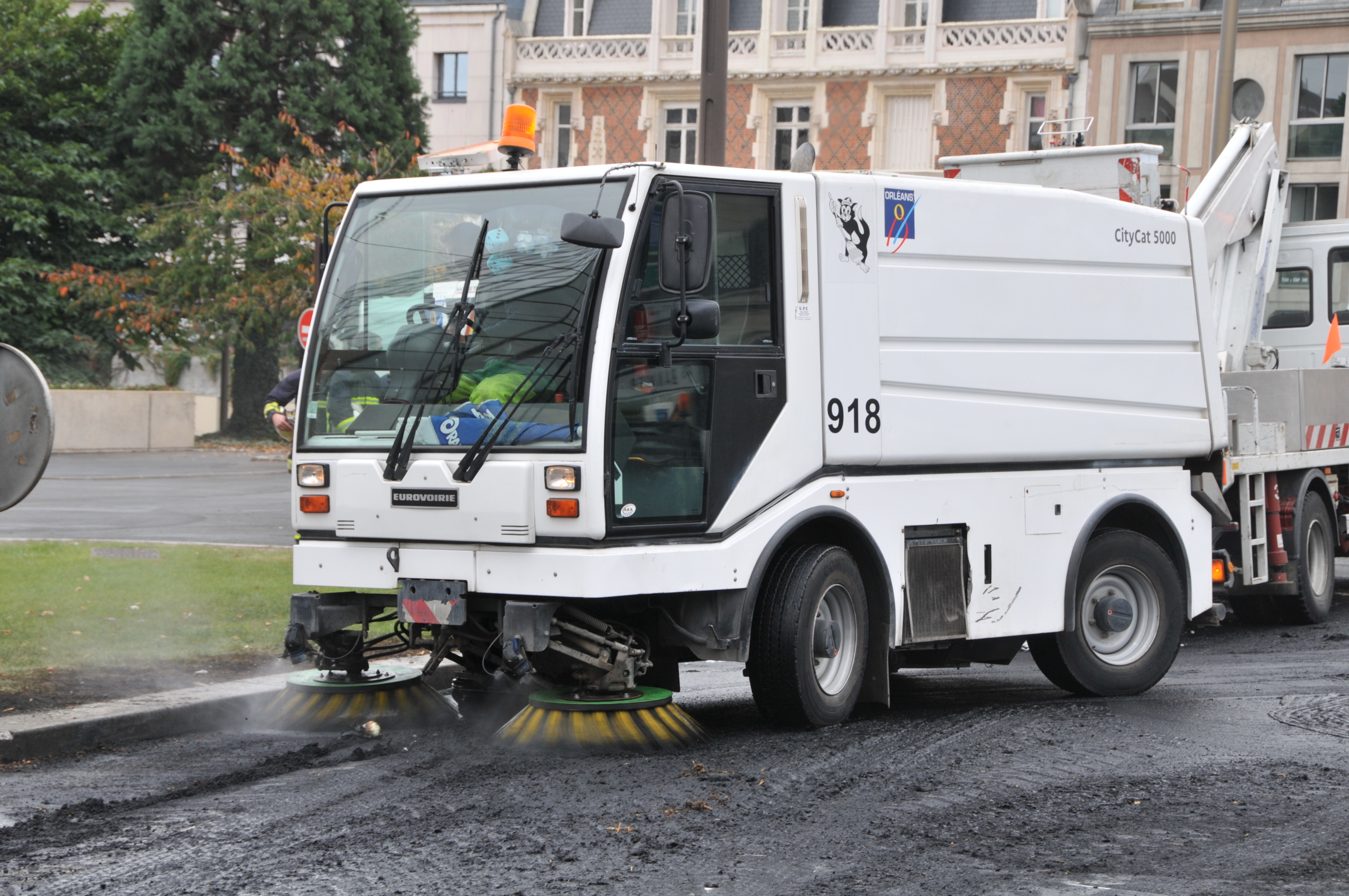
Balayeuse de voirie urbaine de type aspirateur.

La balayeuse de voirie ou nettoyeur de voirie est un véhicule destiné au nettoyage de l'espace public, principalement des voies de circulations, mais également des trottoirs, des parcs et des parkings. Elle est généralement munie de brosses rotatives, d'un dispositif d'arrosage et d'un aspirateur.

## Histoire

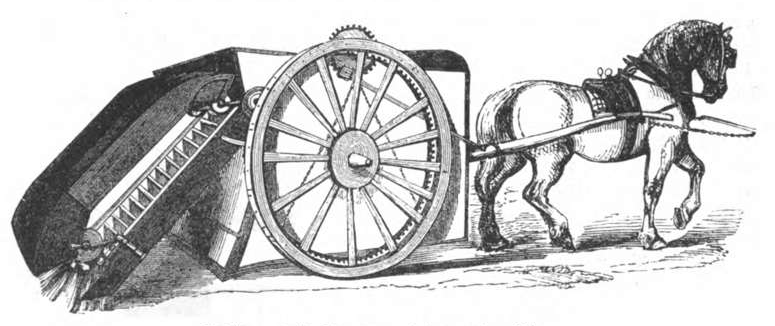
Balayeuse de voirie hippomobile conçue par l'ingénieur Joseph Whitworth en 1846.

La première balayeuse de voirie mécanique a été inventée par l'ingénieur britannique Joseph Whitworth dans les années 1840. La machine a été conçue avec l'objectif d'éliminer les déchets des rues de la ville de Manchester alors aux prises avec un problème d'insalubrité environnemental. 
La balayeuse de Withworth est formée par une suite de rangées de balais assemblés symétriquement sur deux chaînes sans fin, tendues chacune par deux poulies sur lesquelles elles s'enroulent et qui poussent la boue en avant pour la porter dans un tombereau. 

En 1865 les rues de Paris étaient balayées par la machine de Withworth perfectionnée par M. Jouneau, conducteur des ponts et chaussées de la Nièvre, qui, forte de deux essieux, séparait la caisse qui porte la boue de la balayeuse proprement dite en opérant la séparation des matières.   

## Balayeuses modernes

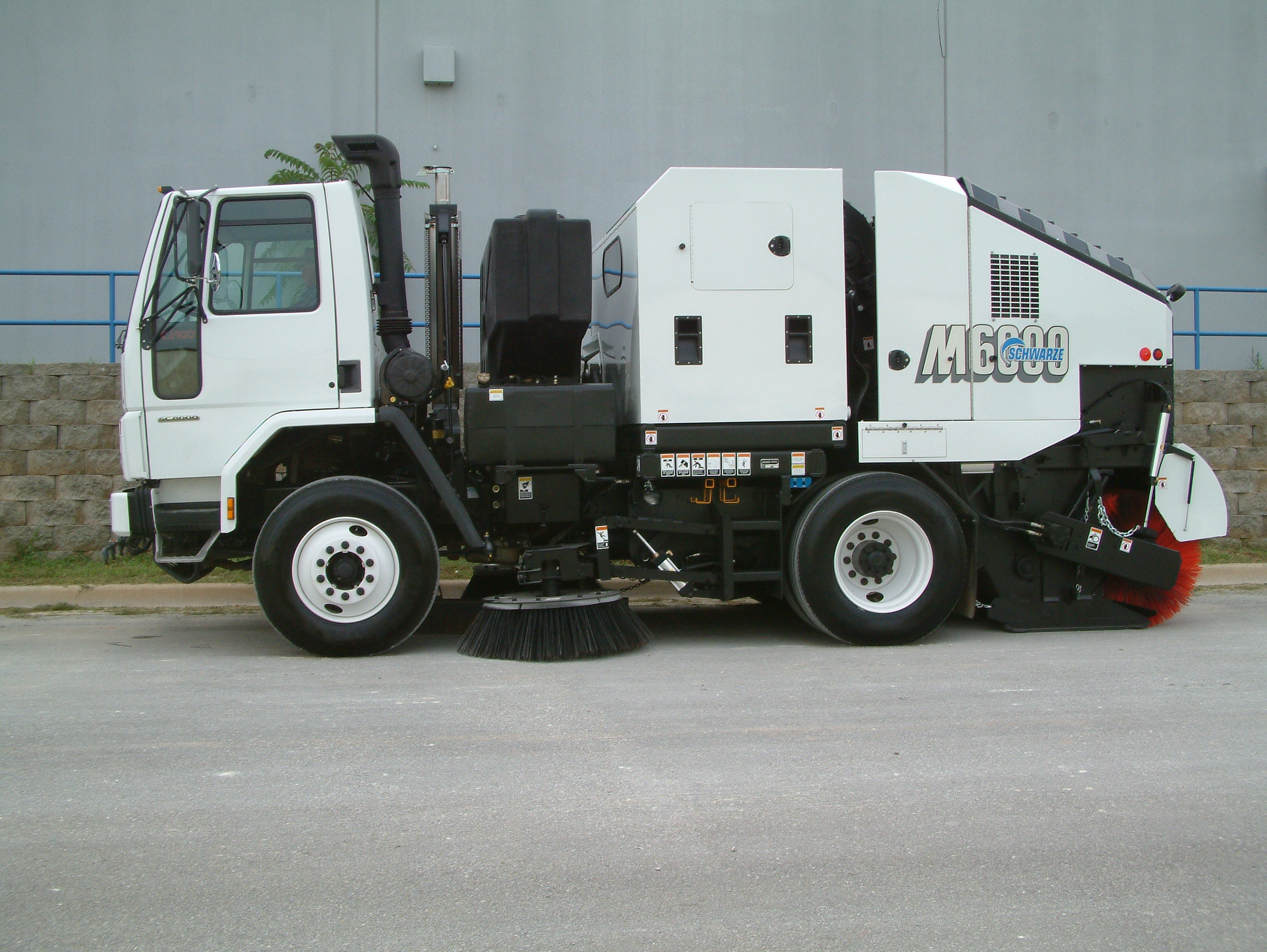
Balayeuse de voirie utilisant un système de balais et de convoyeurs.

Les deux brosses rotatives à l'avant captent la plupart des résidus (sable, terre, déchets, liquides) qui sont ensuite poussés par un balai mécanique ou aspirés dans un conduit, puis stockés dans un conteneur  à l'arrière de la machine.

## Fabricants
- ACMAR[4]
- Aebi
- Boschung
- Bucher Industries
- CMAR
- Dulevo
- Elgin
- Fayat
- Johnston
- Madvac
- Mathieu groupe Fayat

## Galerie d'images

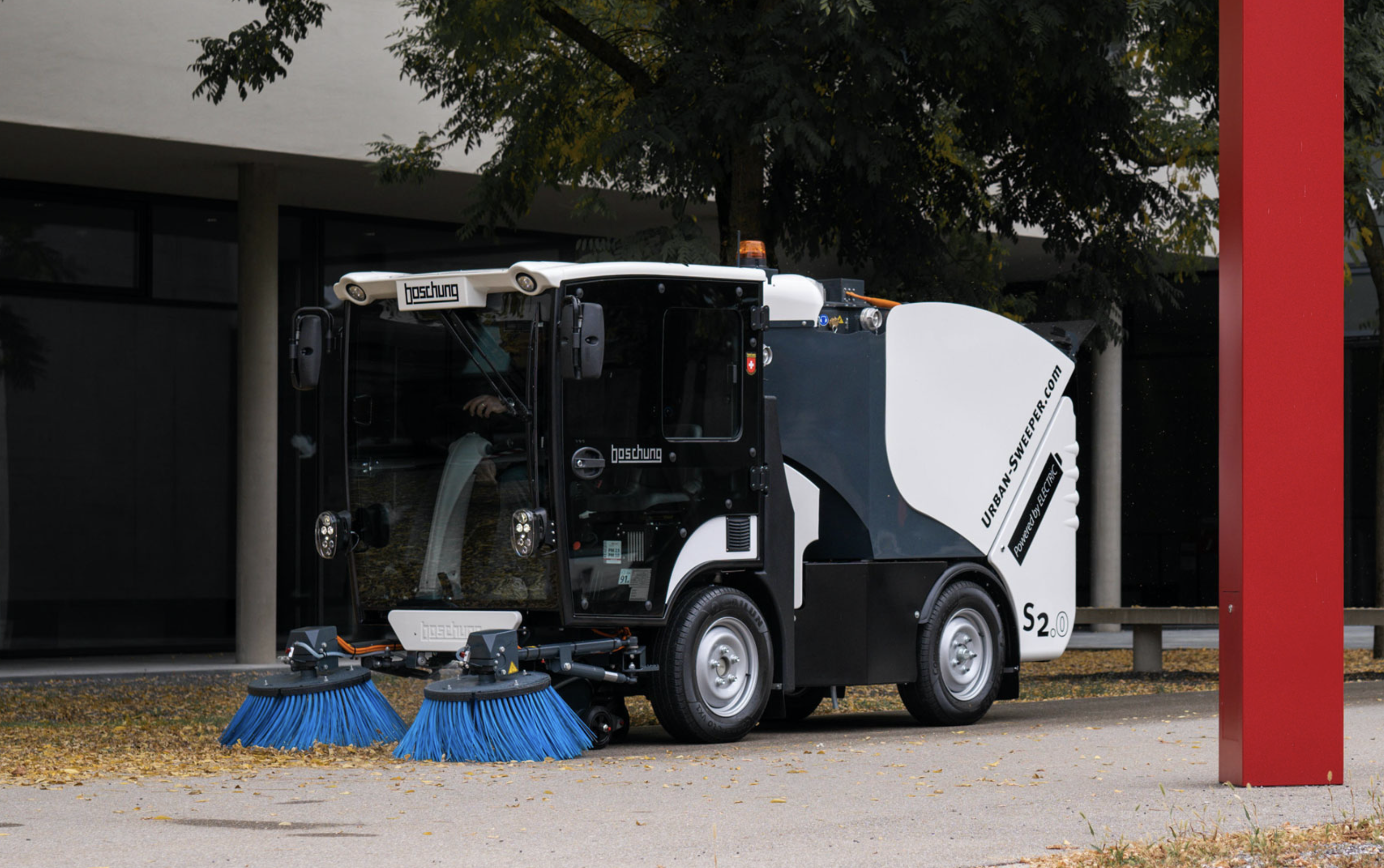
Balayeuse de voirie Boschung électrique.
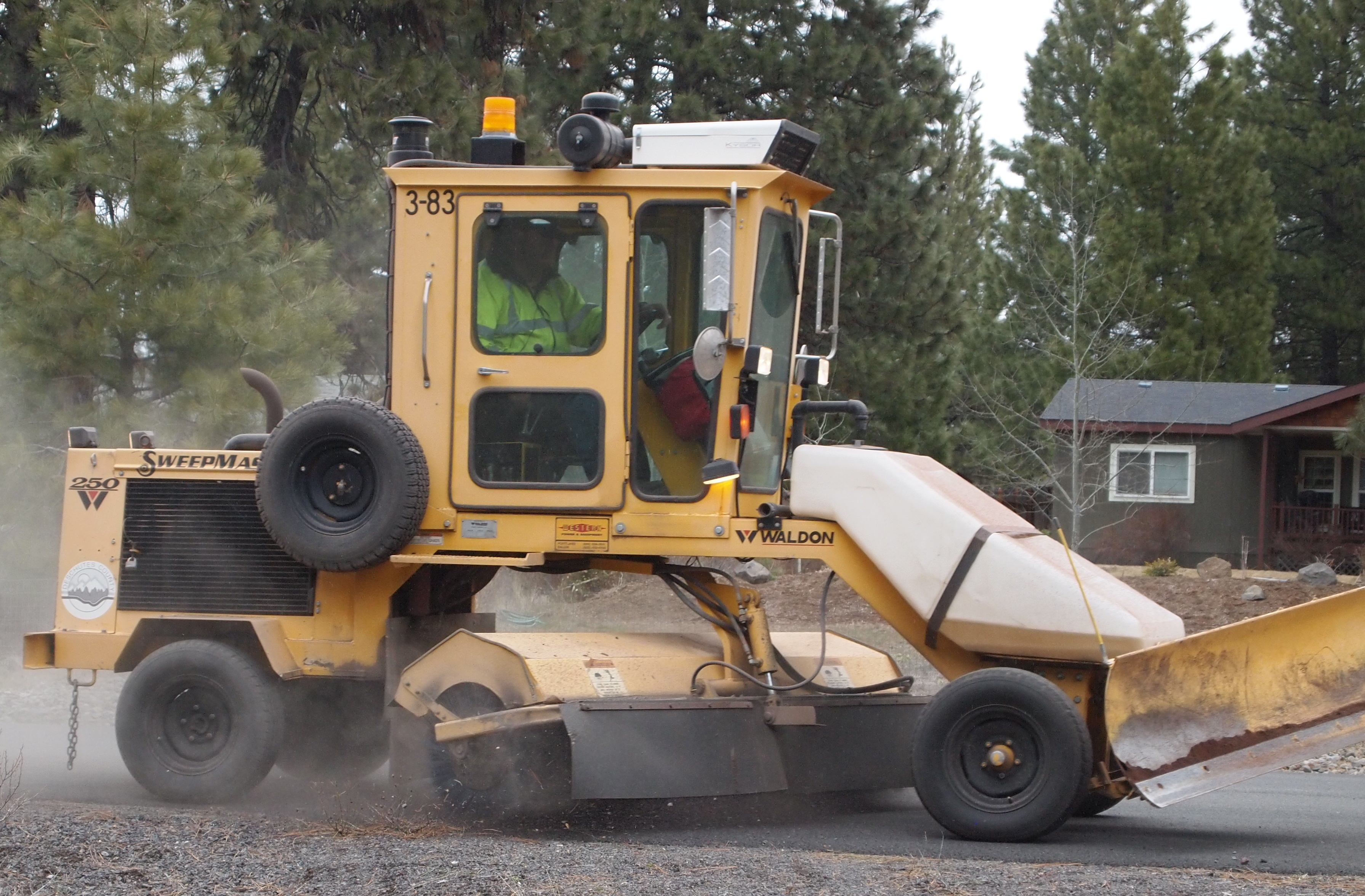
Balayeuse de style niveleuse
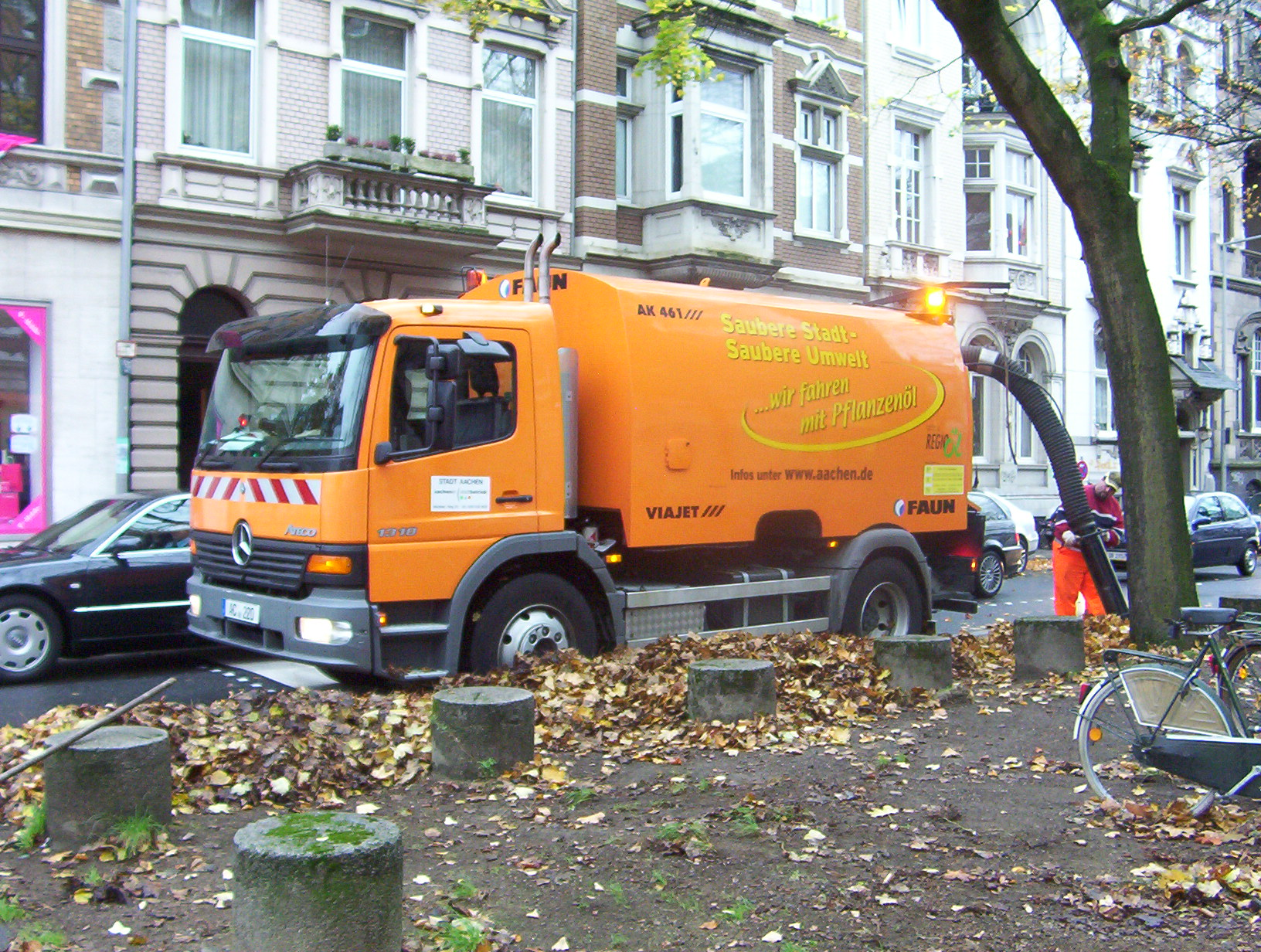
Balayeuse/aspirateur fonctionnant à l'huile végétale, à Aix-la-Chapelle, en Allemagne
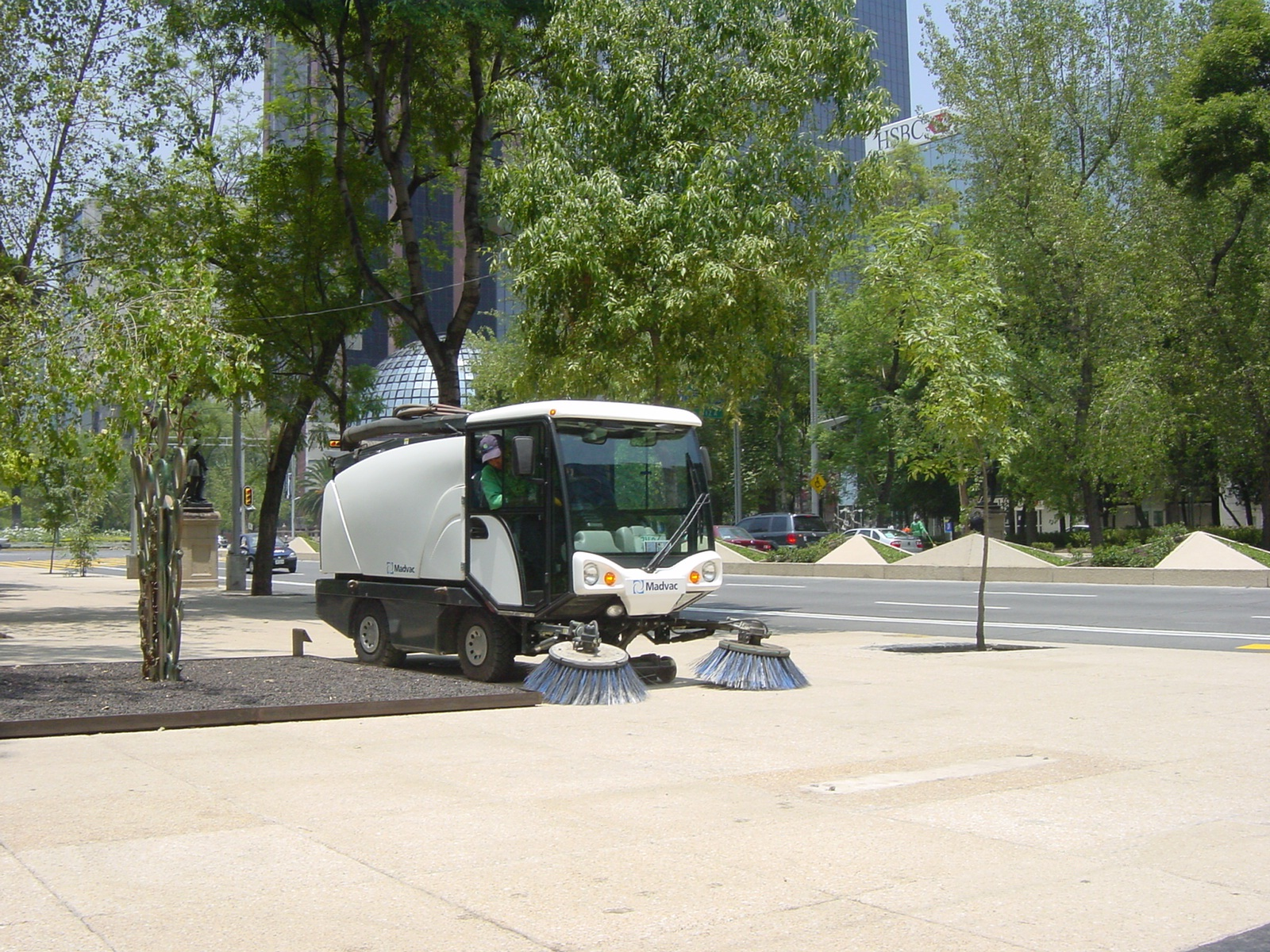
Madvac canadien compact, à Mexico
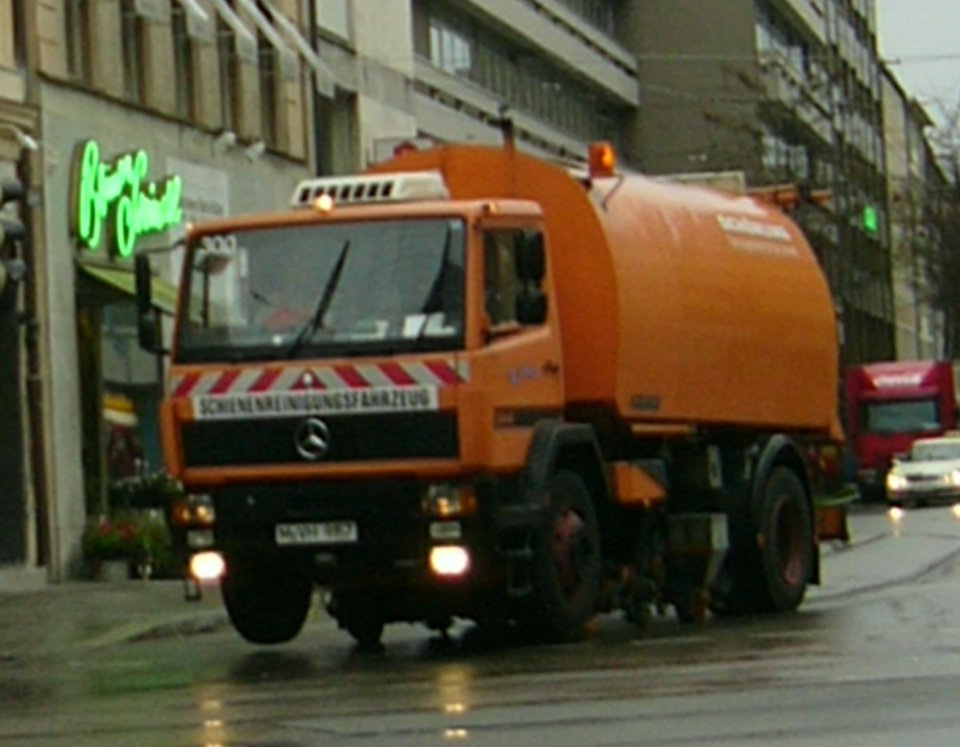
Monté sur roues de tram